# Herbasse
Die Herbasse ist ein Fluss in Frankreich, der in der Region Auvergne-Rhône-Alpes verläuft. Sie entspringt unter dem Namen Ruisseau de l’Étang im Gemeindegebiet von Roybon, entwässert generell Richtung Südwest und mündet nach rund 40 Kilometern unterhalb von Pont de l’Herbasse, an der Gemeindegrenze von Granges-les-Beaumont und Beaumont-Monteux, als rechter Nebenfluss in die Isère. Die Herbasse durchquert auf ihrem Weg die Départements Isère und Drôme.

## Orte am Fluss
- Montrigaud
- Crépol
- Charmes-sur-l’Herbasse
- Margès
- Saint-Donat-sur-l’Herbasse
- Clérieux
- Pont de l’Herbasse, Gemeinde Clérieux